# 112 (число)
112 (Сто двана́дцять) — натуральне число між  111 та  113.

## В інших областях
- 112 рік, 112 до н. е.
- ASCII-код символу «p»
- У деяких країнах світу 112 є  номером екстреного телефонного виклику